# タイとカンボジアの国境紛争
タイとカンボジアの国境紛争（タイとカンボジアのこっきょうふんそう）は、2008年に始まったプレアビヒア寺院の帰属をめぐるタイとカンボジアの国境紛争である。

## 歴史の背景
両国の国境問題は、1863年フランスがカンボジアを植民地化した後、20世紀初頭にタイ（当時はシャム）の領土であった現在のカンボジア北部がフランス領に割譲されたことに始まった。その際、ダンレック山地の分水嶺が国境線と定められたが、フランスが定めた国境線とタイの主張するダンレック山地の分水嶺が一致しない事態が生じ、プレア・ビヒア寺院は帰属がはっきりしなかった。
第二次世界大戦後は、タイが自国の警備兵をプレア・ビヒアに常駐させて実効支配していたが、独立後のカンボジアが同寺院の領有権の確認を求めて国際司法裁判所に提訴、1962年の判決で寺院周辺におけるカンボジア側の主権が認められている。タイ側は不満を示しながらも、つい最近まで同判決に従ってきた。

## 軍事衝突
2008年初、カンボジアがプレアビヒア寺院遺跡を世界遺産に登録するように、ユネスコの世界遺産委員会に申請した。ユネスコの世界遺産委員会が、プレアビヒア寺院遺跡をカンボジアの世界遺産に登録することにした。それに対して、タイ国内の政治団体や市民団体がこの合意に激しく反発した。
同年7月、タイ軍兵士が国境を越えてカンボジア領に侵入し集結した。同時に、カンボジア軍もタイとの国境地帯に数百人規模の部隊を配備した。
同年10月、両軍間はプレアビヒア寺院から数キロしか離れていない国境地帯で銃撃戦を進め、カンボジア兵2人が死亡、タイ兵7人が負傷した。
2025年5月の両軍間の銃撃戦により、カンボジア兵1人が死亡した。同年7月24日には再び武力衝突が発生し、タイ側の地元住民11人と兵士1人が死亡した。

## 2011年撤兵
2011年4月、カンボジアは国際司法裁判所にプレアビヒア周辺の国境未画定地域の領有権に関する判断を求めた。同年7月、国際司法裁判所は紛争地域に非武装地帯を設定し、両国に即時撤兵するよう命じた。2012年7月、両軍は国境の紛争地域から撤兵した。2013年11月、カンボジアの提訴を受けた国際司法裁判所は寺院周辺の土地もカンボジアに帰属すると判断し、懸案の領有権問題は一旦終結した。

## 2025年国境紛争
2025年5月14日、タイ軍の巡回部隊が、タイとカンボジアの間で領有権が争われている「チョンボック」と呼ばれる係争地において、カンボジア兵士数百人が全長650メートルに及ぶ塹壕を掘削している現場を発見した。これは、係争地における現状変更を禁じた両国間の合意に反するものであり、カンボジア側がこの地域を恒久的な軍事拠点として確保しようとしている意図があるとタイ側は非難している。
5月下旬には同地域で両軍の小規模な衝突が発生し、カンボジア兵1名が死亡する事態となった。 これを受けて、タイ政府は6月6日、カンボジアへの圧力として国境検問所を閉鎖。その結果、2日後にはカンボジア側が塹壕を埋め戻し、元の状態に戻す措置を取った。しかし同時に、カンボジアは継続的に兵力と武器の増強を行っていたため、タイ側は国境の再開を見送る決定を下した。その後、カンボジア政府は6月23日より、タイからのすべての輸入品、インターネットおよび電力供給を停止すると発表。この措置により、海上輸送は停止し、カンボジア国内ではガソリンや生活必需品が不足する状況となった。また、タイ国境付近に集中していた「グレーゾーンビジネス（半違法産業）」も甚大な打撃を受けた。
その後も言葉による非難と外交交渉は数週間にわたり続いたが、武力衝突には至らなかった。しかし、7月16日にはタイ兵が日常的に巡回していたルートで対人地雷を踏み、負傷。翌日、タイ軍が現地で新型のPMN-2対人地雷335個を回収。これはロシア製であり、国際条約「オタワ条約」により使用が禁止されている兵器であった。カンボジア政府はこれを「過去の地雷が残っていたものだ」と主張したが、7月23日に再びタイ兵が地雷を踏む事件が発生し、タイ政府はカンボジアによる条約違反およびタイの主権侵害であると強く非難した。
2025年7月24日の朝、タイ当局は、カンボジアの無人機（ドローン）がターメーントム遺跡前の空域を旋回しているのを確認した。その後、武装したカンボジア兵6名がRPG（携帯式対戦車ロケット）などの重火器を所持し、タイ軍の前線基地前にある有刺鉄線の付近まで接近し、約200メートルの距離から発砲した。その数時間後、カンボジア軍はBM-21多連装ロケットランチャーを用いて、タイ領内の民間地域に対してロケット攻撃を実施。この第一波の攻撃により、タイ国内のセブンイレブン1店舗と病院1ヶ所が甚大な被害を受け、民間人14名が死亡した。この攻撃を受けて、タイ軍は即座に反撃を決定し、F-16戦闘機を出動させ、カンボジア側の軍事拠点を空爆した。国境地帯の緊張は、さらなる軍事的対立へと拡大する様相を見せている。
オーストラリア戦略政策研究所（ASPI）の衛星データ分析官ネイサン・ルーザーによると、2025年7月24日に発生したタイとカンボジアの衝突に先立ち、軍事的緊張の高まりは主にカンボジア側から始まったという。カンボジア軍は5月28日の事件前から複数の拠点を強化し、事件後も迅速に戦略的増援を展開した。分析結果では、カンボジアによるエスカレーションが33件、タイ側が14件、共同による緊張緩和は9件とされている。
7月28日、タイのプームタム・ウェーチャヤチャイ首相代行とカンボジアのフン・マネット首相がマレーシアの首都クアラルンプール近郊で会談し、無条件の即時停戦で合意した。会談にはマレーシアのアンワル・イブラヒム首相とともに仲介を行った米国と中国の駐マレーシア大使も参加した。停戦は深夜0時に発効することで合意された。
2025年7月31日現在、タイ当局は軍人15人の死亡と196人の負傷、民間人17人の死亡および38人の負傷、さらに188,734人の避難民が発生したと発表した。一方、カンボジア当局は、自国の軍人5人の死亡、民間人8人の死亡、172,094人の避難民を報告している。 しかしながら、カンボジア側の死者数に関する発表とは対照的に、カンボジアのSNS上には多数の葬儀の様子が投稿されており、行方不明となった兵士を探す投稿も数多く見られる。カンボジア国民の間では、実際には2,500人以上の軍人が行方不明になっているとの見方が広がっている。 一方、8月4日、タイ軍は、戦闘地域においてカンボジア軍が自国兵士の遺体を回収しようとしない姿勢を非難した。 さらに、タイ側が返還した遺体についても、カンボジア側は「カンボジア兵ではない」と主張して受け取りを拒否した。